# Tensão residual
Por definição, tensões residuais são as tensões elásticas existentes em um corpo sem a existência de carregamentos externos ou gradientes de temperatura. Todo sistema de tensões residuais está em equilíbrio e o somatório das forças resultantes e dos momentos produzidos é zero. Assim, plotando-se uma curva das tensões trativas e compressivas presentes no material, a soma das áreas abaixo da curva será zero..
Na prática, a determinação destas curvas é complexa, pois o estado de tensões apresentado no material é tridimensional. O valor máximo em módulo que as tensões residuais poderão chegar é o próprio limite de escoamento do material. Valores de tensões acima do limite de escoamento do material irão ocasionar uma deformação plástica do material, havendo assim, uma redistribuição das tensões residuais. De forma geral, as tensões residuais têm caráter elástico e estas tensões se sobrepõem à tensão de serviço. Quando um componente com tensões trativas na superfície sofre carregamento de tração, este material será sobrecarregado localmente pelas tensões residuais trativas existentes na superfície do componente. O inverso ocorre quando um componente com tensões residuais compressivas na superfície sofre carregamento trativo, as tensões residuais compressivas irão subtrair as tensões trativas aumentando o desempenho deste componente em serviço.

## Aplicações
As tensões residuais são produzidas no material e nos componentes mecânicos durante a fabricação em vários processos, e todos os processos de manufatura irão introduzir tensões residuais no componente fabricado. As origens das tensões residuais são relacionadas a processos químicos, térmicos ou mecânicos:
- Deformação plástica: forjamento, laminação, extrusão, shot-peening, dentre outros. Ocorre principalmente onde há deformação plástica não uniforme no material.
- Durante processos de fabricação: usinagem, soldagem, eletrodeposição, dentre outros.
- Durante tratamentos térmicos, termoquímicos ou ciclos térmicos: nitretação, PVD, CVD, cementação, têmpera, fundição, dentre outros. Ocorre principalmente onde existe variação de temperatura não uniforme na peça durante um ciclo de aquecimento e resfriamento ou variações de composição química na peça.

Todos os processos mecânicos de fabricação que envolve deformação plástica não uniforme, gradientes térmicos e/ou transformações de fase, produzirão um componente com tensões residuais, seja ela elevada ou não. Estas tensões residuais afetarão diretamente as propriedades do material em relação à resistência a fadiga, resistência a corrosão, resistência a ruptura.